# Euxoa nigrovittata
Euxoa nigrovittata är en fjärilsart som beskrevs av Hänel 1920. Euxoa nigrovittata ingår i släktet Euxoa och familjen nattflyn. Inga underarter finns listade i Catalogue of Life.